# Taliabueule
Die Taliabueule oder Taliabu-Schleiereule (Tyto nigrobrunnea) ist eine seltene Eulenart aus der Familie der Schleiereulen, die auf der zu den Sula-Inseln gehörenden indonesischen Insel Taliabu östlich von Sulawesi endemisch ist. Sie galt zwischen 1938 und 1991 als verschollen.

## Merkmale
Eine Beschreibung liegt nur von einem weiblichen Belegexemplar vor, das 1938 auf Taliabu gesammelt wurde und sich heute im Museum für Tierkunde Dresden befindet. Die Größe beträgt 31 Zentimeter, die Flügellänge 283 Millimeter und die Schwanzlänge 125 Millimeter. Das Gewicht ist nicht bekannt. Die Unterseite ist dunkelbraun. Vom Scheitel bis zum Hinterrücken und an den Flügeldecken sind weißliche Flecken zu erkennen. Die Handschwingen sind einfarbig dunkelbraun und nicht markiert. Die Armschwingen sind überwiegend braun mit weißen Spitzen. Der Schwanz ist braun mit drei dunkleren Binden. Der Gesichtsschleier ist hell rötlich braun und wird zu den Augen hin dunkler. Der Federkranz weist fast dieselbe Färbung auf. Die Unterseite ist tief goldbraun mit dunklen Flecken, von denen manche helle Bereiche aufweisen. Die Beine sind bis zum unteren Drittel des Laufs rötlich braun befiedert. Die Augen sind schwarzbraun. Der Schnabel ist schwarzgrau. Die unbefiederten Bereiche des Laufs und die Zehen sind grau. Die kräftigen Krallen sind schwärzlich. Der Habitus der Jungvögel ist unbekannt.

## Lebensraum
Das Belegexemplar wurde im Flachlandwald gesammelt. Bei der Wiederentdeckung im Jahre 1991 wurde ein Exemplar während der Nacht in der Nähe von Tubang im Nordosten Taliabus in einem selektiv eingeschlagenen Flachlandwald beobachtet.

## Lebensweise
Über die Lebensweise der Taliabueule ist nichts bekannt. Ihre Nahrungsgewohnheiten sind vermutlich ähnlich wie die verwandter Arten.

## Bestand und Gefährdung
Die Taliabueule war lange nur vom Typusexemplar aus dem Jahre 1938 bekannt, bevor sie im Oktober 1991 wiederentdeckt wurde. Populationsdaten gibt es nicht. BirdLife International schätzt den Bestand auf 250 bis 1000 Exemplare und stuft die Art als „stark gefährdet“ (endangered) ein. Die Hauptbedrohung geht von der Entwaldung aus, die auf Taliabu im großen Stil betrieben wird. Der Hauptanteil der Flachlandwälder Taliabus unterhalb 800 Metern ist für Einschlagkonzessionen der Nutzholzindustrie ausgewiesen. Der selektive Holzeinschlag hat bereits ein Mosaik von Waldbeständen unterschiedlichen Alters erzeugt, wobei nur noch wenige großflächige Bereiche von primären Flachlandwäldern erhalten geblieben sind. Die Auswirkungen der Lebensraumzerstörung auf die Art sind nicht bekannt, aber die Waldzerstörung stellt eine beträchtliche Bedrohung dar.